# Baby Pandy

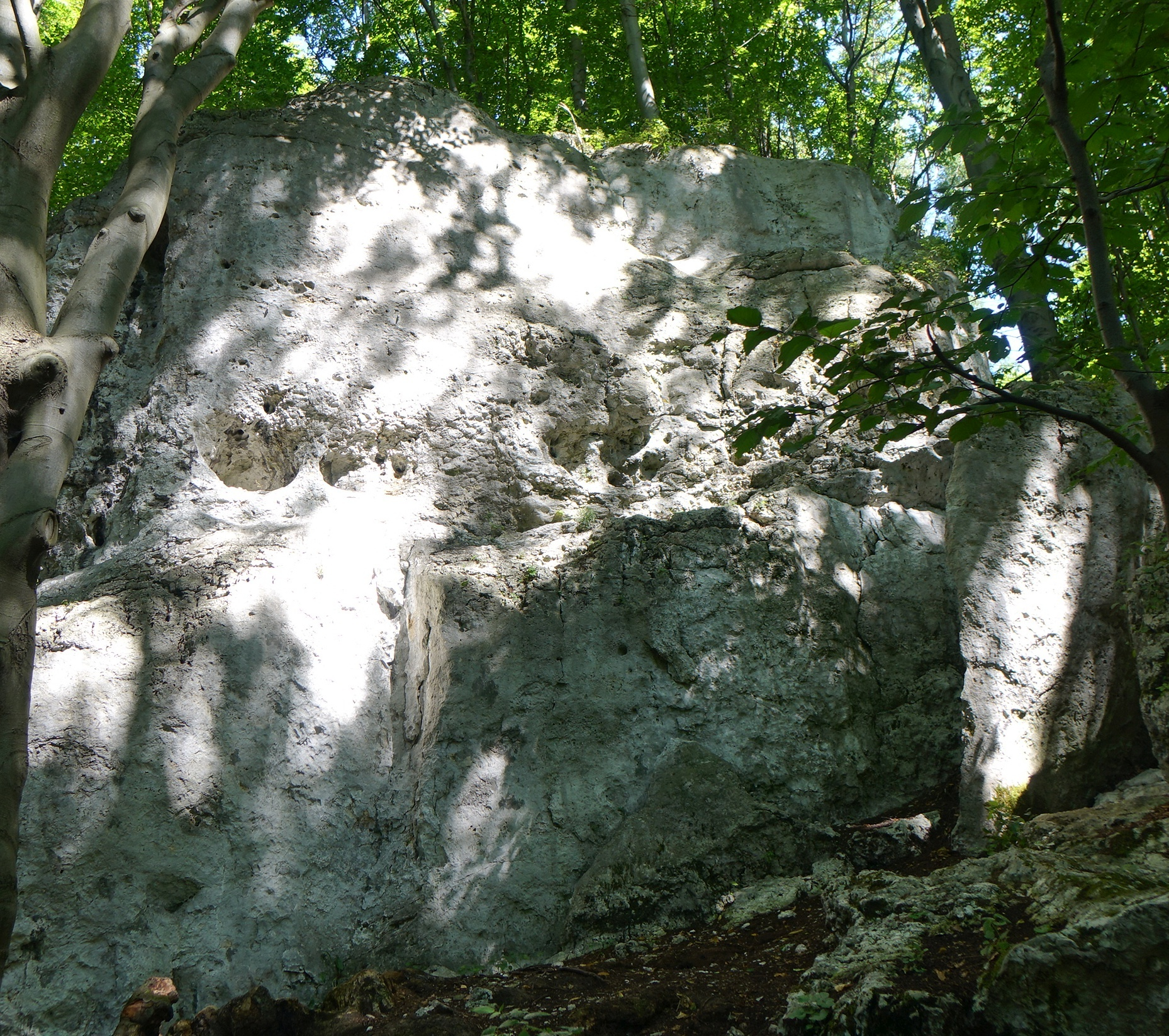

Baby Pandy – skała w lesie pomiędzy miejscowościami Siedlec, Suliszowice i Biskupice w województwie śląskim na Wyżynie Częstochowskiej. Można do niej dość od parkingu i wiaty biwakowej przy drodze po północnej stronie zabudowań Suliszowice-Szczypie. Według mapy Geoportalu znajduje się w granicach wsi Biskupice w województwie śląskim, w powiecie częstochowskim, w gminie Olsztyn. W lesie tym są 4 skały, na których uprawiana jest wspinaczka skalna: Panda, Baby Pandy, Mama Pandy i Ojciec Pandy. Udostępniono je do wspinaczki w 2020-2021 r. w ramach gminnego projektu Kolczykujemy gminę Żarki.
Baby Pandy to zbudowana z wapienia niewysoka skała znajdująca się na obrzeżu lasu. Po raz pierwszy zaczęto się na niej wspinać w 2020 r. Jest na niej 8 łatwych dróg wspinaczkowych o trudności od IV do VI+ w skali polskiej. Mają zamontowane stałe punkty asekuracyjne: ringi (r) i stanowiska zjazdowe (st) lub dwa ringi zjazdowe (drz), tylko na jednej wspinaczka tradycyjna (trad).

## Drogi wspinaczkowe
1. Wredny małpiszon; V, 3r + st
2. Baby killer; VI+, 3r + st
3. Nóż w maśle; VI.1, 3r + st
4. Dzieci kukurydzy; V+, 4r + st
5. Dylma Memory; IV, 2r + st
6. Regan McNeil; IV+,2r + st[1].